# バルタサル・アマヤ
バルタサル・アマヤ（Baltazar Amaya、1999年5月26日 - ）は、スーペル・ラグビー・アメリカス、ペニャロール・ラグビーに所属するラグビーユニオン選手。

## プロフィール
- アルゼンチン・ブエノスアイレス出身[1]。
- ポジションは ウィング(WTB)、フルバック(FB)。
- 身長 177cm、体重 84kg
- U20ウルグアイ代表に選ばれたことがある[2]。
- ウルグアイ代表キャップは8（2024年9月現在）でラグビーワールドカップ2023のウルグアイ代表に選ばれた[3]。

## 略歴
2020年、ペニャロールに加入。
2024年、パリ2024五輪の7人制ウルグアイ代表に選ばれた。